# Дејан Узелац
Дејан Узелац (Зрењанин, 29. новембар 1993) српски је фудбалер.

## Трофеји и награде
Борац Бања Лука
- Премијер лига Босне и Херцеговине : 2020/21.[9]